# بيسيكر (ألبرتا)
بيسيكر (بالإنجليزية: Beiseker)‏ هي بلدة تقع في كندا في Rocky View County, Alberta. يقدر عدد سكانها بـ 785 نسمة ومساحتها 2.84 كم2 وترتفع عن سطح البحر 915 متر.